# Anisocyrta shelichovi
Anisocyrta shelichovi är en stekelart som beskrevs av Sergey A. Belokobylskij 1997. Anisocyrta shelichovi ingår i släktet Anisocyrta och familjen bracksteklar. Inga underarter finns listade i Catalogue of Life.